# Estación de Mies
La estación de Mies es un apeadero ferroviario ubicado en la comuna de  Mies, en el cantón de Vaud.
El apeadero se encuentra en la Route de la Gare, una calle que une a Mies con la carretera Ginebra - Lausana, en el sur del núcleo urbano de Mies. En términos ferroviarios, el apeadero se sitúa en la línea Ginebra - Lausana, que por esta zona cuenta con tres vías debido a la intensidad del tráfico ferroviario. Tiene un único andén, a los que acceden las tres vías que pasan por la estación, y en las que paran los trenes Regio con destino Coppet o Ginebra, el único servicio ferroviario con el que cuenta la estación.
Las dependencias ferroviarias colaterales del apeadero son los apeaderos de Pont-Céard en dirección Ginebra y el de Tannay hacia Lausana.

## Servicios Ferroviarios
En la estación solamente efectúan parada los trenes Regio que tienen con destino Coppet procedentes de Lancy-Pont-Rouge y de Ginebra:
- R Lancy-Pont-Rouge - Ginebra-Cornavin - Versoix - Coppet. Tiene una frecuencia de 30 minutos los días laborables, que asciende a una hora los fines de semana y festivos, con un amplio horario que comienza a las 5 de la mañana y finaliza pasada la medianoche.[1]